# Aleksandr Nevsky (phim)
Aleksandr Nevsky (tiếng Nga: Александр Невский) hay viết theo kiểu tiếng Anh là Alexander Nevsky là một phim điện ảnh lịch sử của Liên Xô sản xuất năm 1938, với cốt truyện xoay quanh Vương công Aleksandr Yaroslavich Nevsky xứ Novgorod, người đã đánh tan tác quân xâm lược của Giáo đoàn Hiệp sĩ Teuton tại Trận hồ Chudskoe (1241).
Phim được đạo diễn bởi Sergei Mikhailovich Eisenstein và Dmitri Ivanovich Vasilyev, biên kịch bởi Eisenstein và Pyotr Andreyevich Pavlenko. Phần nhạc phim được biên soạn bởi Sergei Sergeyevich Prokofiev và nhân vật chính - Vương công Nevsky được diễn viên Nikolay Konstantinovich Cherkasov thủ vai. Phim được hãng Goskino sản xuất thông qua đơn vị sản xuất Mosfilm.
Aleksandr Nevsky là bộ phim nổi tiếng nhất trong số 3 bộ phim nói của S. M. Eisenstein và cũng là một trong những tuyệt phẩm thành công nhất trong sự nghiệp của nhà làm phim lừng danh này. Ngay khi vừa mới xuất hiện trên màn ảnh, nó đã thu được thành công vang dội mặc dù không lâu sau đó phim bị cấm chiếu do Liên Xô và Đức đã ký hiệp ước thân thiện. Năm 1941, khi phát xít Đức xâm lược Liên Xô, bộ phim lại được trở lại màn bạc và càng thu được nhiều thành công hơn ở Liên Xô lẫn Âu Mỹ. Năm 1941 Eisenstein, Pavlenko, Cherkasov và Abrikosov đã được trao Giải thưởng Stalin vì thành tích tham gia hoàn thành bộ phim. Bản thân Eisenstein nhờ thành tích này cũng được phong tặng Huân chương Lênin và học vị Tiến sĩ Nghệ thuật mà không cần phải bảo vệ luận án.

## Cốt truyện
Cốt truyện của phim không nói về toàn bộ cuộc đời của Vương công Aleksandr Nevsky mà chỉ xoay quanh khoảng thời gian ông chuẩn bị và tham gia trận đánh hồ Chudskoe. Bản thân S. M. Eisenstein cũng không đơn giản chỉ là thể hiện lại những sự kiện cuộc đời của A. Nevsky, ông cũng thêm thắt một số nhân vật và tình tiết hư cấu nhằm lãng mạn hóa bộ phim và phân cực hóa các thế lực xung khắc với nhau trong giai đoạn đó.

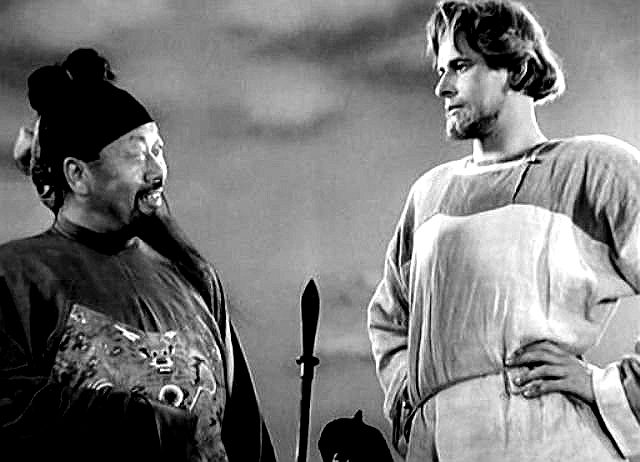
Vị sứ thần Mông Cổ đang đề nghị Aleksandr Nevsky gia nhập quân đội của Hãn quốc Kim trướng.

Bộ phim bắt đầu vào thời gian Vương công A. Nevsky đang bị đày khỏi thành phố Novgorod, không lâu sau khi ông đánh tan nát quân xâm lược Thụy Điển trong trận thư hùng bên sông Neva. Mở đầu bộ phim là cảnh Vương công cùng với những ngư dân đang giăng lưới đánh cá tại hồ Pleshcheyevo, cùng nhau bàn tán về trận đánh ác liệt ở sông Neva vừa qua. Đúng lúc đó thì đoàn xe ngựa của một sứ thần Mông Cổ đi ngang qua khu vực này. Một cuộc cãi vã và sau đó là xô xát giữa ngư dân Nga và người Mông Cổ diễn ra, nhưng Nevsky đã can ngăn kịp thời. Sau đó, vị sứ thần Mông Cổ mời Nevsky gia nhập vào quân đội Mông Cổ, nói rằng người Mông Cổ đã nghe danh của Nevsky về chiến thắng vẻ vang trên sông Neva và họ đang rất cần những tướng lĩnh tài ba như ông. Sứ Mông Cổ còn cho rằng một khi Vương công Nevsky về giúp cho người Mông Cổ thì ông sẽ trở thann Tuy nhiên Nevsky từ chối, ông dẫn một câu ngạn ngữ "thà chết trên quê hương hơn là rời bỏ nó". Sau khi vị sứ thần Mông Cổ đi khỏi, một lão ngư đã than thở với Nevsky về sự hoành hành của giặc ngoại xâm và thể hiện mong muốn giết giặc cứu nước. Nevsky trả lời rằng hiện tại mối nguy trước mắt không phải là giặc Mông Cổ mà là người Đức, và muốn đánh thắng người Đức thì không thể chiến đấu đơn độc mà phải cần sự hỗ trợ của quân dân thành Novgorod.

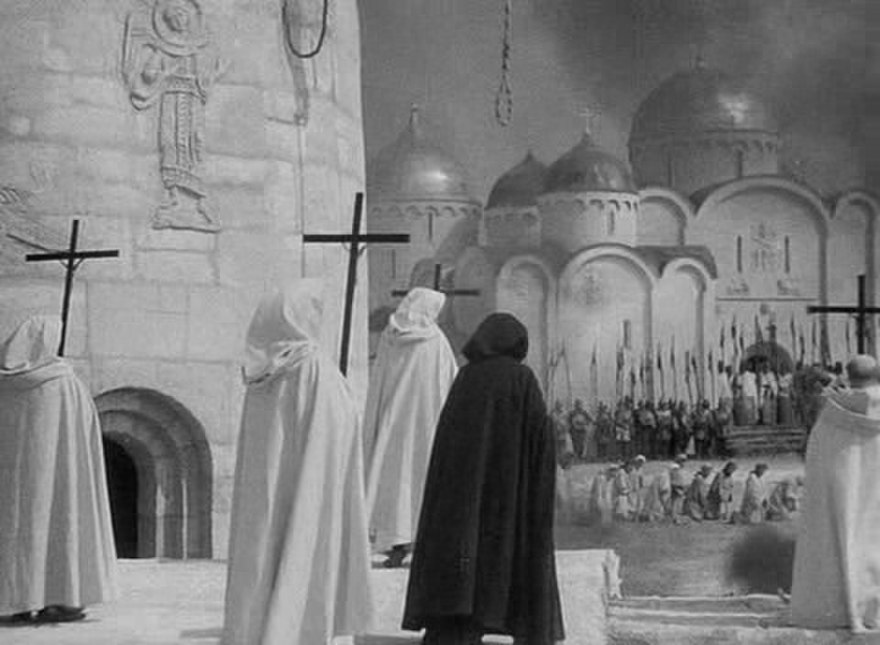
Quân đội Teuton đang tiến vào Pskov.

Trong lúc đó, thành Pskov đã bị các Hiệp sĩ Teuton đánh hạ dưới sự giúp đỡ của Tverdilo, một kẻ phản bội. Người dân và các lãnh đạo thành phố bị quân Teuton thảm sát, cướp phá, phụ nữ bị bắt làm nô lệ còn đàn ông và nhiều trẻ em bị bỏ lên giàn hỏa thiêu - hình phạt dành cho những kẻ ngoại đạo. Thống lĩnh của các Hiệp sĩ Teuton quyết định mục tiêu tiếp theo là hạ gục Novgorod, đánh bại Nevsky; ông ta còn phong cho hai hiệp sĩ dưới quyền của mình làm Công tước của Pskov và Novgorod. Một thương binh Pskov thoát được cuộc thảm sát đã chạy về Novgorod báo tin rằng các Hiệp sĩ Teuton đã hạ gục Pskov. Ông cũng nêu lên những tội ác của quân Teuton tại đó và kêu gọi người dân Novgorod giúp đỡ. Bất chấp sự phản đối dữ dội của một số quý tộc và đại phú gia, người dân thành Novgorod đã quyết định đứng lên chiến đấu với quân xâm lược và triệu hồi Aleksandr Nevsky về lãnh đạo họ.
Quân đội hai bên tiến tới khu vực hồ Chudskoe - lúc này mặt hồ đang đóng băng. Trong lúc chờ đợi, Nevsky nghe thấy những người lính Nga kể một chuyện vui về một con thỏ tinh khôn đặt bẫy một con cáo đang muốn ăn thịt nó. Câu chuyện này khiến Nevsky nghĩ ra một diệu kế: ông giao lực lượng trung quân cho Vasily Buslayev chỉ huy và yêu cầu Buslayev bằng mọi giá phải chặn đứng đợt tấn công của các kị sĩ Teuton. Khi các kị sĩ Teuton đã mệt nhoài trong chiến đấu, hai cánh quân Nga do Nevsky và Gavrila Aleksich chỉ huy sẽ đánh ập vào sườn của quân Teuton và tiêu diệt đối phương. Mưu kế của Nevsky đã thành công, lực lượng kị binh Teuton bị tiêu diệt và người Nga ào lên phản công thẳng vào doanh trại của quân địch. Nevsky đánh bại và bắt sống được vị Đại Thống lĩnh Teuton trong một trận đấu tay đôi, việc chủ tướng bị bắt khiến quân đội Teuton hỗn loạn như rắn mất đầu và bỏ chạy tán loạn, nhiều binh lính và kị sĩ bị rơi xuống hồ chết đuối khi mặt băng trên hồ tan vỡ. Trận chiến Chudskoe kết thúc bằng thắng lợi toàn diện của người Nga.
Đoàn quân chiến thắng của Nevsky trở về Novgorod, mang theo thi hài của những tướng sĩ hi sinh cùng với những tù binh Teuton mà họ bắt được. Trước sự chứng kiến của đông đảo người dân, Nevsky tuyên bố trả tự do cho những binh sĩ Teuton cấp thấp vì họ chỉ là những người dân thường bị ép đi lính. Những hiệp sĩ và tướng lĩnh thì bị bắt làm con tin để đòi tiền chuộc, còn tên phản bội Tverdilo thì bị đám đông phẫn nộ xông vào giết chết. Bộ phim kết thúc với việc Nevsky tuyên bố ăn mừng thắng lợi và nói: "Novgorod hoan nghênh sự viếng thăm của những vị khách. Nhưng, những ai đến với chúng ta với thanh kiếm trong tay thì sẽ bị tiêu diệt bởi thanh kiếm. Nước Nga sẽ mãi mãi vững bền !"

## Diễn viên
- N. K. Cherkasov thủ vai Vương công Aleksandr Yaroslavich Nevsky
- N. P. Okhlopkov thủ vai Vasily Buslayev
- A. L. Abrikosov thủ vai Gavrila Aleksich
- D. I. Orlov thủ vai Ignat, một người thợ rèn hy sinh trong trận hồ Chudskoe
- V. S. Novikov thủ vai Pavsha, một nhà quý tộc, lãnh đạo thành phố Pskov
- Nikolai Arsky thủ vai Domash Tverdislavich, một nhà quý tộc Novgorod hy sinh trong trận hồ Chudskoe
- V. O. Massalitinova thủ vai Amelfa Timoferevna, mẹ của Vasily Buslayev
- V. S. Yvashova thủ vai Olga Danilovna, một thiếu nữ thành Novgorod
- Aleksandra Danilova thủ vai Vasilisa, con gái của một nhà quý tộc Pskov bị người Đức giết hại
- V. L. Yershov thủ vai Hermann von Balk, Đại Thống lĩnh của các Hiệp sĩ Teuton (trên thực tế Balk đã qua đời vào năm 1239 và người chỉ huy trận đánh hồ Chudskoe trong lịch sử là Vương công-Giám mục Hermann von Buxhövden)
- S. K. Blinnikov thủ vai Tverdilo, kẻ phản bội của thành Pskov
- Ivan Lagutin thủ vai một linh mục tên Anani
- L. A. Fenin thủ vai Tổng Giám mục của các hiệp sĩ Tơtôn.
- N. A. Rogozhin thủ vai Linh mục Áo choàng đen

## Bối cảnh chính trị
Aleksandr Nevsky được thực hiện trong thời kỳ Stalin, vào lúc mối quan hệ Liên Xô-Đức Quốc xã không mấy tốt đẹp. Bộ phim bao hàm một sự phúng dụ rất rõ ràng về vị thế chính trị của hai quốc gia này vào lúc nó được sản xuất. Các mũ sắt của những binh sĩ Teuton cấp thấp nhìn rất giống loại mũ Stahlhelm kiểu Đức xuất hiện trong Chiến tranh thế giới lần thứ nhất cũng như trong quân đội phát xít Đức. Những chi tiết như móng vuốt chim đại bàng, sừng thú vật và mũ sắt che gần kín mặt của các Hiệp sĩ Teuton cũng được nhấn mạnh và phóng đại trong bộ phim. "Trong bản thảo đầu tiên của kịch bản phim, thậm chí hình chữ thập ngoặc cũng xuất hiện trên mũ sắt của quân xâm lược". Bộ phim cũng thể hiện Vương công Nevsky như một anh hùng dân gian, cho người xem thấy ông bỏ qua một cuộc đụng độ với cựu thù Mông Cổ để đối mặt với một kẻ thù nguy hiểm hơn. Ngoài ra, trong phim ông luôn trích dẫn những câu ngạn ngữ Nga, qua đó thể hiện ông gắn bó sâu sắc với truyền thống của nước Nga.
Bộ phim cũng bày tỏ thái độ chống tăng lữ và chống Công giáo quyết liệt. Điều này thể hiện bởi việc mũ tế của vị Giám mục Teuton có trang trí hình chữ thập ngoăc, trong khi đó các chi tiết tôn giáo đóng một vai trò mờ nhạt đối với phe Nga, chỉ yếu xuất hiện trên phông màn của trường quay trong hình dạng Đại Giáo đường Thánh Nicôla và trong hoạt cảnh những giáo sĩ mang các tượng thánh chào mừng đoàn quân thắng trận của Vương công Nevsky.
Đồng thời, trong bộ phim, vai trò của những người bình dân rất nổi bật, trong khi đó giới quý tộc và các thương gia hầu như chả đóng góp gì.
Aleksandr Nevsky được hoàn tất chỉ vài tháng trước khi Hiệp ước Xô-Đức không xâm phạm lẫn nhau được ký kết. Đây là bộ phim đầu tiên được Eisenstein hoàn tất sau 10 năm. Chính vì vậy, chỉ sau vài tuần công chiếu ở trong và ngoài nước, mặc dù gặt hái được nhiều thành công vang dội, bộ phim ngay lập tức bị rút khỏi màn bạc. Tuy nhiên khi Đức Quốc xã xâm lược Liên Xô vào ngày 22 tháng 6 năm 1941, bộ phim nhanh chóng quay lại màn bạc của Liên Xô và các nước Âu Mỹ.

## Phong cách nghệ thuật
Aleksandr Nevsky ít mang tính chất thí nghiệm về cấu trúc tường thuật hơn so với các tác phẩm trước đó của Eisenstein: nó kể một câu chuyện với một tuyến cốt truyện và tập trung vào một nhân vật chính. Phim cũng ứng dụng các hiệu ứng, kỹ xảo điện ảnh và kỹ thuật quay phim tân tiến nhất vào thời điểm đó.
Aleksandr Nevsky là phim điện ảnh đầu tiên của Eisentein không thuộc loại phim câm. Phần nhạc phim được biên soạn bởi Sergei Sergeyevich Prokofiev, về sau Prokofiev đã làm lại phần nhạc dưới dạng cantat. Để chuẩn bị cho việc biên soạn phần nhạc, Prokofiev đã xem qua rough cut của bộ phim và từ đó biên soạn nên những phần nhạc mà không ai bắt chước được. Sự hợp tác chặt chẽ và sáng tạo về mặt kỹ thuật giữa Eisenstein và Prokofiev trong quá trình làm phim đã khiến phần hình và nhạc của phim ăn khớp với nhau một cách hoàn hảo, trở thành chuẩn mực cho các nhà làm phim sau đó.
Mạch phim lên đến đỉnh điểm trong đoạn phim 30 phút miêu tả trận hồ Chudskoe, được thúc đẩy bởi những bản nhạc kịch tính, sôi động và hân hoan của Prokofiev, nó đã trở thành khuôn mẫu được nghiên cứu và áp dụng cho một số cảnh chiến đấu kịch tính trong nhiều bộ phim sau đó (Spartacus, Chiến tranh các vì sao V: Đế chế phản công). Valery Abisalovich Gergiev, nhạc trưởng chính của Dàn nhạc giao hưởng Luân Đôn đã nhận xét rằng phần âm nhạc của Prokofiev trong bộ phim này là "nhạc nền hay nhất từng được làm cho phim điện ảnh".

## Phiên bản chỉnh sửa của phim
Vào thập niên 1990, một phiên bản mới và chất lượng tốt hơn đã được trình làng người xem. Các cantat cũ do Prokofilev biên soạn đã được nhiều dàn hợp xướng hòa âm lại, trong số đó có Dàn nhạc Khuyến nhạc New York, the Dàn hợp xướng Detroit, Dàn hợp xướng San Francisco và Dàn hợp xướng Philadelphia. Việc hòa âm này được đông đảo khán thính giả đón nhận tích cực vì phần nhạc mà Prokofiev biên soạn cách đó mấy chục năm đã xuống cấp nghiêm trọng, với âm thanh bị méo dạng kinh khủng và đáp ứng tần số bị hạn chế.
Một phiên bản chỉnh sửa khác của phim dành cho băng video và đĩa laser được ra mắt khán giả vào năm 1995. Trong phiên bản này, phần nhạc nền do Prokofiev biên soạn được Yuri Khatuevich Temirkanov thu âm lại theo kỹ thuật âm thanh nổi (stereo) kỹ thuật số độ trung thực cao và việc hòa âm được thực hiện bởi Dàn nhạc Xanh Pêtécbua; còn phần âm thanh lời nói của các diễn viên vẫn được giữ nguyên. Điều này khiến các độc giả trẻ hoàn toàn có thể thưởng thức tuyệt phẩm của Eisenstein cũng như phần âm nhạc do Prokofiev biên soạn với độ trung thực cao chứ không phải là những âm thanh thô thiển và khó nghe do trình độ thu âm còn hạn chế vào thập niên 1930-40. Tuy nhiên, phiên bản chỉnh sửa này chưa được phát hành ở dạng DVD.

## Ảnh hưởng
Một số cảnh phim về sau này đã chịu ảnh hưởng lớn bởi Aleksandr Nevsky, tỉ như Bác sĩ Zhivago (1965), Billion Dollar Brain (1967), Hoa Mộc Lan (1998), và Vua Arthur (2004). Một số cảnh phim Aleksandr Nevsky cũng được lồng ghép vào bộ phim Hoa Kỳ Trận chiến nước Nga.
Một tiểu thuyết của Tom Clancy là Red Storm Rising mô tả hai nhân viên tình báo Hoa Kỳ đang xem phim Aleksandr Nevsky khi đang xem trộm một buổi phát sóng của Nhà nước Xô Viết trong cuộc Thế chiến thứ ba. Những nhân viên này chú ý đến phần nhạc nền được cải tiến của phim và tình cảm chống Đức cũng như ý thức cao về chủ nghĩa dân tộc Nga (đối nghịch với Liên Xô). Ngày hôm sau, trong kế hoạch nhằm chia rẽ khối NATO về chính trị, KGB cố tình làm nổ một quả bom trong điện Kremlin và sau đó bắt giữ một điệp viên Tây Đức vì tội khủng bố. Việc chiếu phim Aleksandr Nevsky ngay trước ngày nổ bom có thể nhằm mục đích khích động tình cảm chống Đức và chống phương Tây của người dân và khiến phía Mỹ cho rằng thời điểm xảy ra các sự kiện này có gì đáng ngờ.
Các nhạc phẩm của Prokofiev dùng trong Aleksandr Nevsky cũng xuất hiện trong các cảnh chiến đấu của phim hài Love and Death (1975) do Woody Allen dàn dựng.
Trong phim hoạt hình Wizards (1977), Ralph Bakshi đã dùng kỹ thuật rotoscope các cảnh phim chiến đấu của Aleksandr Nevsky để xây dựng hình ảnh về những đội quân đột biến của Blackwolf.
Trong phim Red Dawn (1984), khi các nhân vật chính quay về quê nhà của mình (đang bị quân đội Liên Xô chiếm đóng), họ đi ngang qua một rạp chiếu bóng có bảng thông báo trình chiếu phim Aleksandr Nevsky miễn phí vào thứ bảy.
Bộ phim Chile 31 Minutos (2008) cũng có những cảnh rất giống cảnh trận hồ Chukdsoe trong Aleksandr Nevsky, và một số cantat của Aleksandr Nevsky cũng xuất hiện trong phim này.

### Cước chú
1. ↑  Nhiệm vụ của Pavlenko là đảm bảo cho Eisenstein không quá sa đà vào chủ nghĩa hình thức và cũng đảm bảo việc quay phim diễn ra theo lịch trình hợp lý
2. ↑  Cánh đồng cỏ Bezhin cũng là phim nói nhưng việc sản xuất phim bị đình chỉ và phần lớn các đoạn phim đã bị tiêu hủy.